# Gérard Macquet

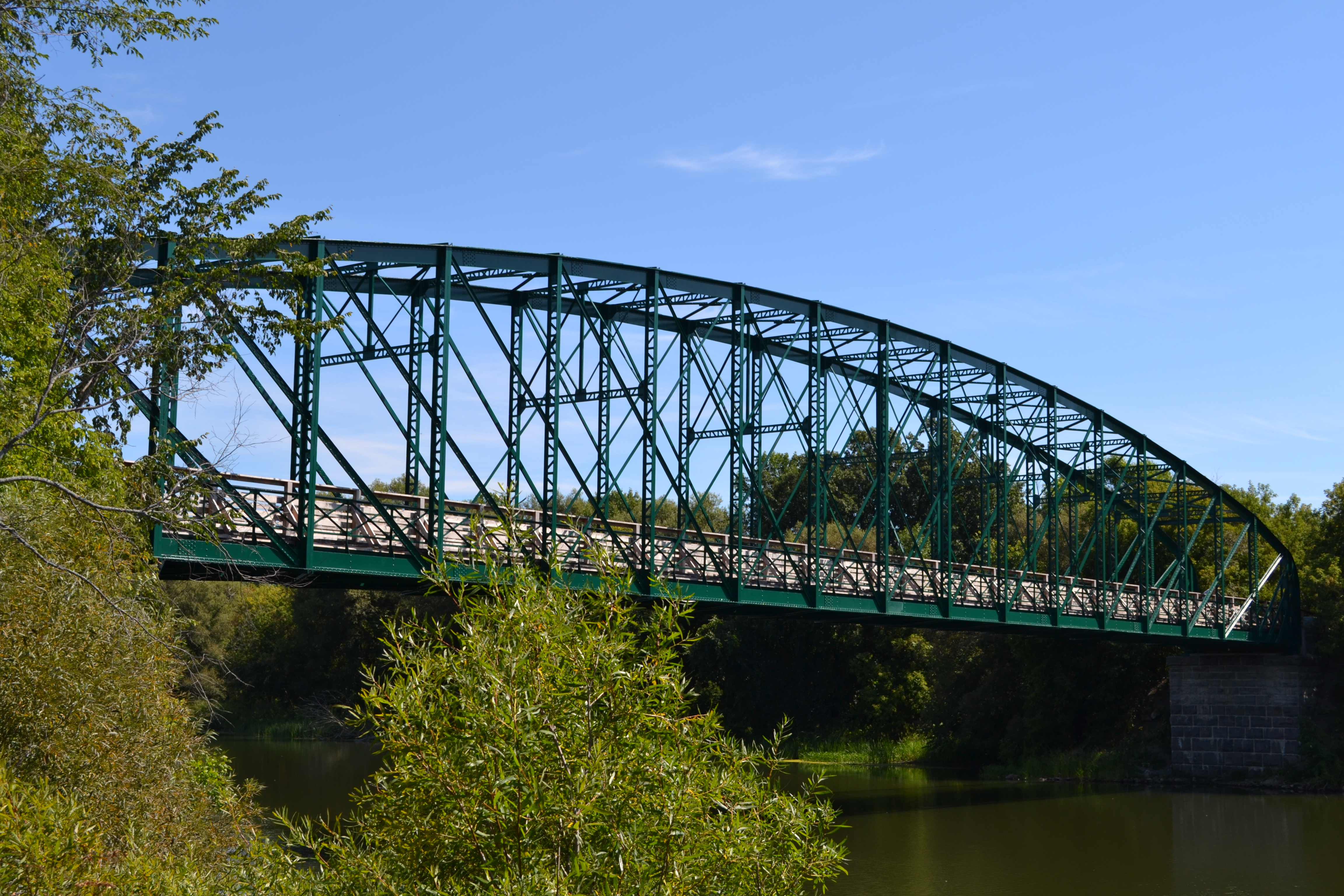
Le pont Turcot à Très-Saint-Sacrement, structure parabolique.

Gérard Macquet, né le 5 décembre 1859 à Bruges en Belgique, est un ingénieur d'origine belge. Il a contribué de manière significative à la construction de ponts métalliques au Québec entre 1887 et 1892.
Après la fin de ses études en génie civil en 1881, Macquet intègre le Corps belge des Ponts et Chaussées. En 1887, le gouvernement provincial d'Honoré Mercier lance une politique de ponts métalliques, dans le but de favoriser la construction de ponts en acier au lieu de bois, plus fragiles et moins durables, lourde charge pour les municipalités qui doivent les entretenir et souvent les remplacer à la suite de crues. La construction de ponts a également pour but de développer le réseau routier au Québec et le transport des produits agricoles. À 27 ans, Gérard Macquet est recruté et nommé directeur de la construction des ponts.
Macquet se met au travail et prend en charge la construction de ponts en acier rivetés, comme ceux retrouvés en Europe. Il introduit à la place des ponts à goupilles, alors en vigueur, trois nouveaux types de charpentes, la charpente de Johann Wilhelm Schwedler, la charpente de Thomas Willis Pratt et la charpente parabolique. Ces structures sont économiques, solides et faciles à assembler. Macquet rompt également avec la tradition de laisser aux entrepreneurs le choix de la structure. Il élabore des plans détaillés et impose ses décisions. 
De 1887 à 1892, Macquet construit une trentaine de ponts métalliques. Six de ces ponts existent toujours :  Les ponts de Très-Saint-Sacrement (1889), de Saint-Gabriel-de-Valcartier (1892), d'Hébertville (1892), de Saint-Raymond (1889), de Saint-Thomas (1892) et de Saint-Eugène (1891). 
En 1892, aux prises avec une crise économique, le gouvernement met fin au programme et libère Macquet de ses fonctions.